# Stretch machine
La stretch machine est un instrument de musique audionumérique créé et développé par Patrice Moullet. Le convertisseur est dû à Emmanuel Flety de l'Ircam.
C'est une interface pour piloter les synthétiseurs hard ware ou soft ware, spécialisée dans le contrôle en temps réel (morphing) des paramètres sonores. Elle comporte une banque de 1000 patchs de synthèse entièrement créés par l'Atelier d'Expérimentation Musicale, et un système soft ware et hard ware de synthèse virtuelle en unité physique assistée par ordinateur.